# بنت یورنسن (دوچرخه‌سوار)
بنت یورنسن (انگلیسی: Bent Jørgensen؛ زادهٔ ۷ مهٔ ۱۹۲۳) دوچرخه‌سوار اهل دانمارک بود.